# Piana di Monte Verna
Piana di Monte Verna – miejscowość i gmina we Włoszech, w regionie Kampania, w prowincji Caserta.
Według danych na rok 2004 gminę zamieszkiwały 2523 osoby, 109,7 os./km².